# Aleksander Weron
Aleksander Eugeniusz Weron (ur. 4 grudnia 1945 w Zalesiu) – polski matematyk, zajmujący się inżynierią finansową i procesami stochastycznymi.

## Życiorys
W 1968 r. ukończył studia matematyczne na Uniwersytecie Wrocławskim. Od 1968 r. pracuje na Politechnice Wrocławskiej. Tam doktoryzował się w 1972 r. (promotorem był Stanisław Gładysz), habilitował w 1977 w Instytucie Matematycznym PAN na podstawie pracy Stochastyczne procesy drugiego rzędu o wartościach w przestrzeni Banacha, w 1983 mianowany profesorem nadzwyczajnym, w 1990 otrzymał tytuł profesora zwyczajnego. W latach 1986–1990 był dziekanem Wydziału Podstawowych Problemów Techniki, od 1990 r. był dyrektorem Centrum Metod Stochastycznych im. Hugona Steinhausa.
Opublikował m.in. Simulation and Chaotic Behavior of α-Stable Stochastic Processes (1994 – Z Aleksandrem Janickim), Inżynieria finansowa. Wycena instrumentów pochodnych. Symulacje komputerowe. Statystyka rynku (1998 – z Rafałem Weronem),. Giełda energii. Strategie zarządzania ryzykiem (2000 – z Rafałem Weronem).
Jest laureatem Nagrody Polskiego Towarzystwa Matematycznego dla młodych matematyków (1974), Nagrody im. Stefana Mazurkiewicza (1978), stypendium Fulbrighta (1995-96) i Nagrody im. Hugona Steinhausa (1996), Wrocławskiej Nagrody Naukowej.